# Municipio de Sharpesburg
El municipio de Sharpesburg (en inglés: Sharpesburg Township) es un municipio ubicado en el  condado de Iredell en el estado estadounidense de Carolina del Norte. En el año 2010 tenía una población de 2.622 habitantes.

## Geografía
El municipio de Sharpesburg se encuentra ubicado en las coordenadas 35°55′51.48″N 80°57′52.27″O / 35.9309667, -80.9645194.